# 와타나베 요시이치
와타나베 요시이치(일본어: 渡辺 由一, 1954년 4월 5일 ~ )는 일본의 전 축구 선수이다.

## 국가대표팀 경력
그는 1979년 6월 16일 대한민국과의 경기에서 일본 국가대표팀에 데뷔했다. 그는 국제 A매치 통산 6경기에 출전, 1득점을 넣었다.

## 통계
| 일본 | 일본 | 일본 |
| 연도 | 출전 | 득점 |
| ---- | ---- | ---- |
| 1979 | 6    | 1    |
| 통산 | 6    | 1    |